# Esteban Trebucq
Esteban Marcos Trebucq (La Plata, 20 de mayo de 1976), conocido popularmente como el pelado Trebucq, el pelado de Crónica, el pelado de A24 o el pelado de La Nación+, es un periodista y presentador de televisión y radio argentino.

## Primeros años
Hijo de Ana María Díaz y de Rubén Alfonso Trebucq, médico veterinario, Esteban Trebucq nació en La Plata, Provincia de Buenos Aires, el 20 de mayo de 1976, siendo el mayor de cuatro hermanos.
Desde temprana edad se interesó por el periodismo. Mientras cursaba el tercer año de la escuela secundaria, trabajó en El pregón de la tarde, un pequeño diario vespertino local, escribiendo artículos referidos a temas deportivos. Paralelamente trabajó en Radio Rocha, participando en el programa Deporte con toda la garra, cubriendo la Liga Amateur Platense de Fútbol. Más tarde se fundaría el Diario Hoy, medio al cual se unió para formar parte de su equipo editorial durante 17 años. Estudió Derecho, carrera que abandonó en el cuarto año para dedicarse definitivamente al periodismo.

## Trayectoria profesional
En agosto de 2009, Trebucq fundó su propia productora, Watergate Producciones SRL.
En 2017 comenzó a trabajar en televisión, siendo invitado a un programa conducido por Rolando Graña por A24, presentando una investigación periodística referida al exgobernador de la provincia de Buenos Aires, Daniel Scioli. A partir de ese momento se fue sumando a otros ciclos como Indomables (A24) y Nosotros a la mañana (Canal 13).
Posteriormente fue convocado por el canal Crónica HD, donde se destacó en la conducción del programa Siempre Noticias. A fines de 2022 renunció a este medio para sumarse, al año siguiente, a la programación del canal A24 con La Cruel Verdad.
A fines de 2023, se confirmó que el periodista dejaría A24 para integrarse al equipo de La Nación +, conduciendo en la franja horaria utilizada anteriormente por Jonatan Viale, quien fuera desvinculado del medio.
En el aspecto deportivo, jugó al fútbol en el Club Everton y también al rugby en el Albatros Rugby Club de La Plata. Simpatizante del Club Estudiantes de La Plata, se ha dedicado a dar diversas charlas dentro y fuera del país acerca de la historia de esta institución. También escribió un libro sobre la historia del club y editó la revista Animals! 

## Vida privada
En el plano familiar, estuvo casado en dos oportunidades y tiene dos hijas, Delfina y Lupe, fruto de ambas relaciones.

## Premios
- Revelación Martín Fierro de Cable (Buenos Aires, 2021).[17]
- Union Star Award, otorgado por la ONG «The Human Rights» (Londres, 2022).[18]